# Maleise kuifgaai
De Maleise kuifgaai (Platylophus galericulatus) is een soort gaai uit het monotypische geslacht Platylophus de eveneems monotypische familie Platylophidae (kuifgaaien). Deze gaai is minder verwant aan de andere soorten gaaien en kraaien en meer aan de klauwieren.

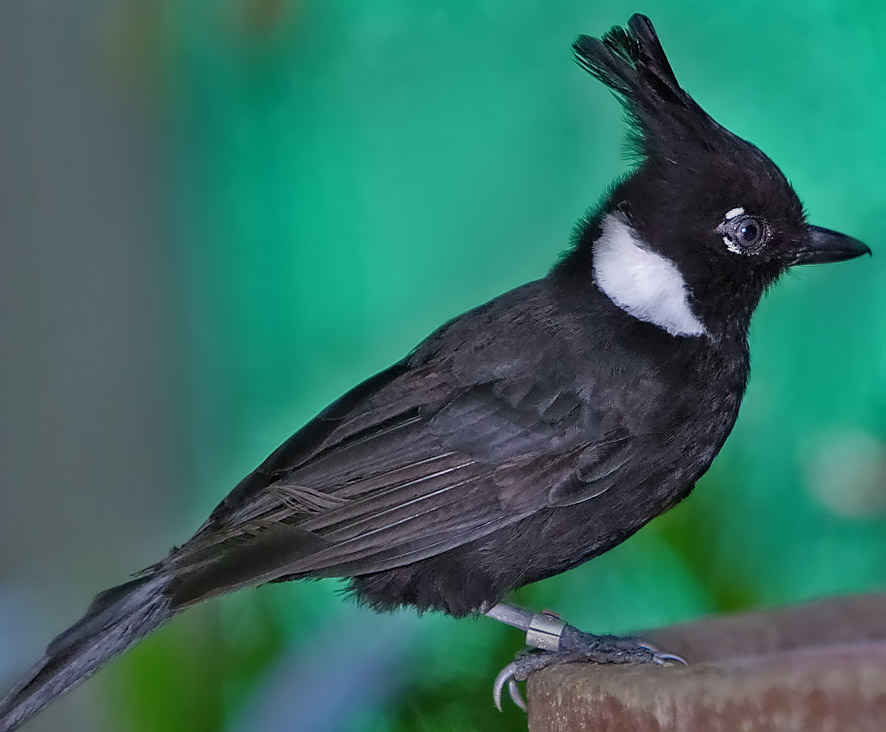
Foto uit Jurong vogelpark in Singapore.

## Kenmerken
De Maleise kuifgaai is 28-33 cm lang. Het is een overwegend bruinzwart gekleurde vogel met een kuif en een opvallende witte vlek op de zijkant van de nek. De kuif wordt vaak rechtop gezet. Onvolwassen vogels zijn bruinachtig van boven, met een kastanjebruine mantel en roodbruine vlekken op de vleugeldekveren.

## Volksgeloof
Deze vogel speelt een belangrijke rol in het volksgeloof van de Ibans op Borneo. De roep van deze vogel, bij het begin van een activiteit zoals op jacht gaan of werken in de moestuin, is (of was) een teken van voorspoed.

## Verspreiding en leefgebied
De Maleise kuifgaai komt voor op het schiereiland Malakka, Sumatra, Borneo en Java. Het is een vogel van goed ontwikkeld, altijd groen regenwoud of hoogopgaand secondair bos, tot op een hoogte van 1500 m boven de zeespiegel.
De soort telt vier ondersoorten:
- P. g. ardesiacus: Malakka.
- P. g. coronatus: Sumatra en Borneo (behalve het noorden).
- P. g. lemprieri: noordelijk Borneo.
- P. g. galericulatus: Java.

## Status
De Maleise kuifgaai heeft een groot verspreidingsgebied en daardoor alleen al is de kans op uitsterven niet groot. De grootte van de populatie is niet gekwantificeerd. Op de Grote Soenda-eilanden vindt veel ontbossing plaats door illegale houtkap en omzetting in terrein voor agrarisch gebruik. In de jaren 1990 kwamen daar nog grote bosbranden bij op Kalimantan. Daardoor is het leefgebied van vogels als de Maleise kuifgaai sterk ingekrompen. Daarom staat deze kuifgaai als gevoelig op de Rode Lijst van de IUCN.